# Consejería de Territorio, Vivienda y Transición Ecológica de la Generalidad de Cataluña
La Consejería de Territorio, Vivienda y Transición Ecológica es una de las consejerías del Gobierno de Cataluña. Esta consejería fue creada el 12 de agosto de 2024, remplazando la anterior Consejería de Territorio. La actual consejera es Sílvia Paneque.

## Competencias
El Decreto 133/2024, de 12 de agosto, de creación, denominación y determinación del ámbito de competencia de los departamentos de la Administración de la Generalidad de Cataluña, establece las competencias de las distintas consejerías de la Generalidad de Cataluña.
Las competencias de esta Consejería son en materia de planificación territorial y el urbanismo, así como las políticas de suelo, incluidas las de suelo residencial asociadas. También cuenta con las competencias en políticas de vivienda, que incluyen la planificación territorial sectorial de la vivienda. Además, de la planificación y la construcción de viviendas de obra nueva por parte de la Generalidad, así como la actividad de fomento en materia de vivienda, tanto de la promoción pública y privada de viviendas como de la rehabilitación, en el entorno urbano y en el mundo rural. Además, tiene competencias en las materias de planificación y calidad ambiental, así como las políticas ante el cambio climático y las políticas de desarrollo sostenible, las carreteras, los ferrocarriles, los puertos y aeropuertos y la movilidad y el transporte. Quedan adscritos a la Consejería de Territorio, Vivienda y Transición Ecológica, el Instituto para el Desarrollo y la Promoción del Alt Pirineu i Aran y la Agencia de la Vivienda de Cataluña.

## Consejeros
| Consejería                                  | Periodo                                 | Periodo                                 | Titular                           | Titular      | Partido                | Partido | Generalidad | Generalidad                | Generalidad |
| Consejería                                  | Inicio                                  | Fin                                     | Titular                           | Titular      | Partido                | Partido | Gobierno    | Presidente                 | Presidente  |
| ------------------------------------------- | --------------------------------------- | --------------------------------------- | --------------------------------- | ------------ | ---------------------- | ------- | ----------- | -------------------------- | ----------- |
| Política Territorial y Obras Públicas       | 8 de mayo de 1980                       | 14 de junio de 1983                     | Josep Maria Cullell               |              |                        | CDC     | Pujol I     | Jordi Pujol                |             |
| Política Territorial y Obras Públicas       | 14 de junio de 1983                     | 4 de julio de 1988                      | Xavier Bigatà                     |              |                        | CDC     | Pujol I     | Jordi Pujol                |             |
| Política Territorial y Obras Públicas       | 14 de junio de 1983                     | 4 de julio de 1988                      | Xavier Bigatà                     | Pujol II     |                        | CDC     |             | Jordi Pujol                |             |
| Política Territorial y Obras Públicas       | 4 de julio de 1988                      | 29 de mayo de 1993                      | Joaquim Molins                    |              |                        | CDC     | Pujol III   | Jordi Pujol                |             |
| Política Territorial y Obras Públicas       | 4 de julio de 1988                      | 29 de mayo de 1993                      | Joaquim Molins                    | Pujol IV     |                        | CDC     |             | Jordi Pujol                |             |
| Política Territorial y Obras Públicas       | 29 de mayo de 1993                      | 18 de noviembre de 1994                 | Josep Maria Cullell               |              |                        | CDC     |             | Jordi Pujol                |             |
| Política Territorial y Obras Públicas       | 18 de noviembre de 1994                 | 15 de junio de 1995                     | Jaume Roma i Rodríguez            |              |                        | CDC     |             | Jordi Pujol                |             |
| Política Territorial y Obras Públicas       | 15 de junio de 1995                     | 30 de julio de 1997                     | Artur Mas                         |              |                        | CDC     |             | Jordi Pujol                |             |
| Política Territorial y Obras Públicas       | 15 de junio de 1995                     | 30 de julio de 1997                     | Artur Mas                         | Pujol V      |                        | CDC     |             | Jordi Pujol                |             |
| Política Territorial y Obras Públicas       | 30 de julio de 1997                     | 20 de noviembre de 2001                 | Pere Macias                       |              |                        | CDC     |             | Jordi Pujol                |             |
| Política Territorial y Obras Públicas       | 20 de noviembre de 2001                 | 20 de diciembre de 2003                 | Felip Puig                        |              |                        | CDC     | Pujol VI    | Jordi Pujol                |             |
| Política Territorial y Obras Públicas       | 20 de diciembre de 2003                 | 29 de diciembre de 2010                 | Joaquim Nadal i Farreras          |              |                        | PSC     | Maragall    | Pasqual Maragall i Mira    |             |
| Política Territorial y Obras Públicas       | 20 de diciembre de 2003                 | 29 de diciembre de 2010                 | Joaquim Nadal i Farreras          | Montilla     | José Montilla Aguilera | PSC     |             |                            |             |
| Territorio y Sostenibilidad                 | 29 de diciembre de 2010                 | 24 de diciembre de 2012                 | Lluís Miquel Recoder i Miralles   |              |                        | CDC     | Mas I       | Artur Mas i Gavarró        |             |
| Territorio y Sostenibilidad                 | 24 de diciembre de 2012                 | 14 de enero de 2016                     | Santi Vila Vicente                |              |                        | CDC     | Mas II      | Artur Mas i Gavarró        |             |
| Territorio y Sostenibilidad                 | 14 de enero de 2016                     | 27 de octubre de 2017                   | Josep Rull                        |              |                        | JxSÍ    | Puigdemont  | Carles Puigdemont          |             |
| Aplicación del artículo 155 en Cataluña     | Aplicación del artículo 155 en Cataluña | Aplicación del artículo 155 en Cataluña | Íñigo Joaquín de la Serna Hernáiz |              |                        | PP      | Rajoy II    | Soraya Sáenz de Santamaría |             |
| Territorio y Sostenibilidad                 | 27 de octubre de 2017                   | 26 de mayo de 2021                      | Damià Calvet i Valera             |              |                        | JxCat   | Torra       | Joaquim Torra i Pla        |             |
| Territorio y Sostenibilidad                 | 27 de octubre de 2017                   | 26 de mayo de 2021                      | Damià Calvet i Valera             | Aragonès (e) | Pere Aragonès          | JxCat   |             |                            |             |
| Políticas Digitales y Territorio            | 26 de mayo de 2021                      | 29 de septiembre de 2022                | Jordi Puigneró                    |              | Pere Aragonès          |         | JxCat       | Aragonès                   |             |
| Políticas Digitales y Territorio            | 29 de septiembre de 2022                | 10 de octubre de 2022                   | Gemma Geis                        |              | Pere Aragonès          |         | JxCat       | Aragonès                   |             |
| Territorio                                  | 10 de octubre de 2022                   | 12 de junio de 2023                     | Juli Olivares                     |              | Pere Aragonès          |         | ERC         | Aragonès                   |             |
| Territorio                                  | 12 de junio de 2023                     | 12 de agosto de 2024                    | Ester Capella                     |              | Pere Aragonès          |         | ERC         | Aragonès                   |             |
| Territorio, Vivienda y Transición Ecológica | 12 de agosto de 2024                    | En el cargo                             | Sílvia Paneque                    |              |                        | PSC     | Illa        | Salvador Illa              |             |